# Citibank Brasil
Citibank Brasil é a subsidiária do banco estadunidense Citibank no Brasil. Sediada em São Paulo, no estado homônimo. Está localizado na Avenida Paulista, no bairro Bela Vista em São Paulo. Em 2017 as operações de varejo foram incorporadas ao Itaú Unibanco. 
Atualmente, o Citibank Brasil tem como foco o atendimento a clientes corporativos (médias e grandes empresas), Private Banking, câmbio e comércio exterior.

## Histórico

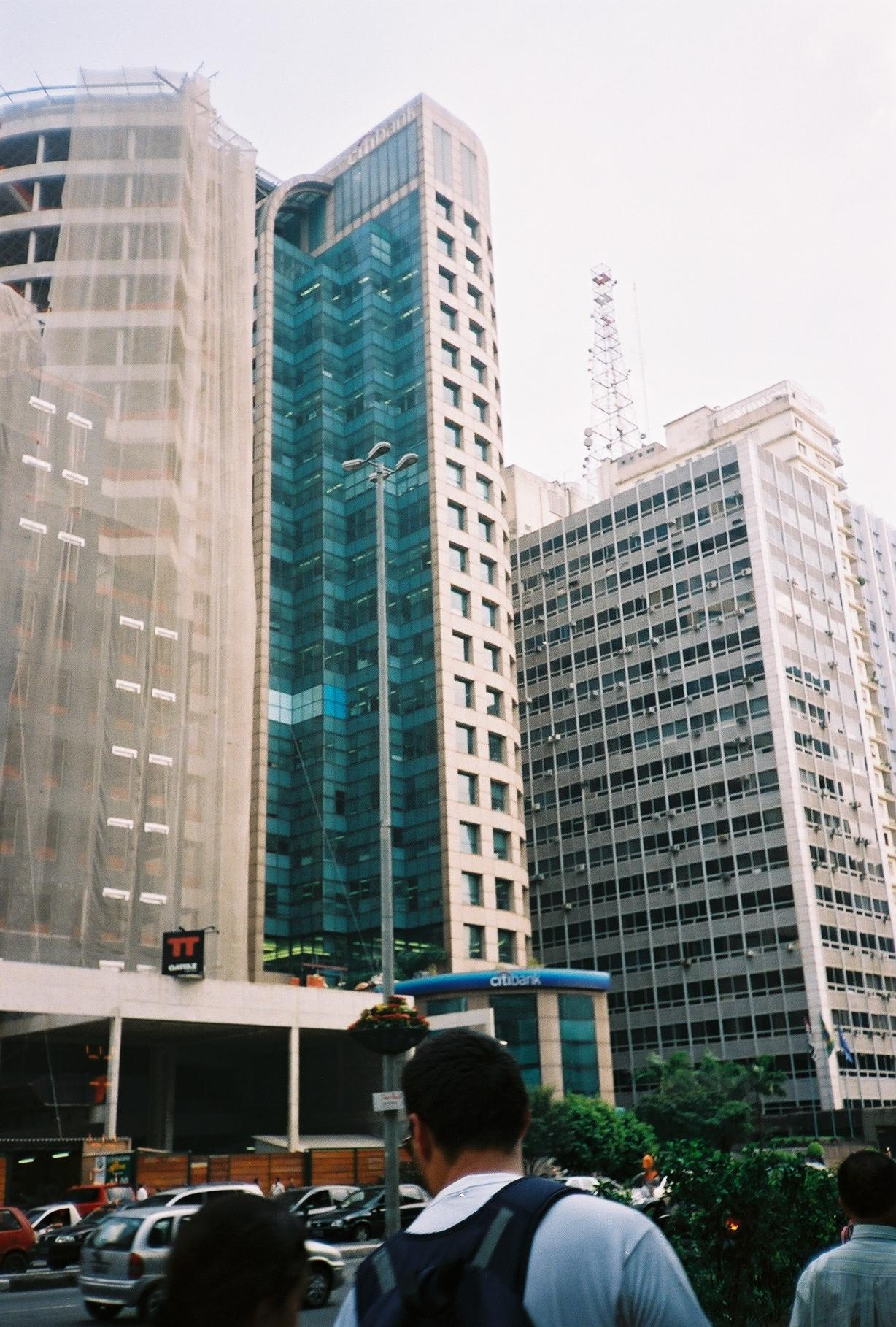
Prédio Citibank Brasil, em São Paulo.

Em abril de 1915, foram abertas as sucursais do "The National City Bank of New York" no Rio de Janeiro, a então capital federal. No mesmo ano, foram inauguradas agências em Santos-SP e São Paulo capital, demonstrando o objetivo e a vocação da organização: contribuir para o progresso no país e oferecer serviços financeiros completos.
Com a contribuição do Citi, construíram-se obras de infraestrutura vitais para o Brasil, como a ponte Rio–Niterói, o metrô paulistano, as hidrelétricas de Itaipu e Tucuruí, os polos petroquímicos da Bahia e do Rio Grande do Sul. A indústria automobilística consolidou-se e a rede telefônica foi expandida em todo o território nacional.
No atendimento às pessoas físicas e jurídicas, é referência devido aos altos padrões de qualidade e atendimento, e ao pioneirismo na criação de produtos e serviços financeiros.
Para o Citi, o Brasil é um dos mercados mais importantes da América Latina, por isso mantém a estratégia de expansão e de investimentos, ampliando os negócios no País.

### Venda das operações de varejo para o Itaú Unibanco
No dia 8 de outubro de 2016 o Itaú Unibanco formalizou a compra das operações de varejo do Citibank no Brasil por 710 milhões de reais, e foi aprovada pelo Conselho Administrativo de Defesa Econômica no dia 31 de outubro de 2017, assumindo as operações a partir do dia 1º de novembro de 2017. Também foram aprovadas as aquisições das participações que o Citibank detinha na Tecban, de até 5,64% do capital, e de 3,60% do capital na Companhia Brasileira de Securitização (Cibrasec).

## Evolução da diversificação

### Citi Wealth Management
Com estrutura internacional de atendimento, O Citi Wealth Management é o segmento que oferece soluções personalizadas para preservação, gestão e expansão de grandes patrimônios individuais e familiares. Proporciona aos seus clientes acesso a uma ampla gama de produtos e serviços, com tratamento especializado e benefícios exclusivos nas suas plataformas: Citi Private Bank e Citigold Private Client.

### Segmento Corporativo
Atendimento a empresas de médio e grande portes e instituições financeiras. Oferece desde soluções para o dia a dia a mais de 8,5 mil empresas, até operações estruturadas e know-how internacional em produtos de banco de investimento.

### Credicard
Uma das empresas líderes no mercado de cartões de crédito, que emitia e fazia a gestão do portfólio de cartões do Citi, com aproximadamente 6 milhões de cartões emitidos. A Credicard oferecia ainda produtos de crédito pessoal e financiamentos, atendendo a uma base de 113,6 mil clientes, por meio de 100 pontos de venda, em 21 Estados brasileiros, formando uma completa solução de produtos de crédito. Colocada à venda pelo Citibank em janeiro de 2013, o Itaú Unibanco formalizou sua compra por R$ 2,7 Bilhões em 14 de maio de 2013.

### CitiCorretora
Em 2009, ao decidir ampliar seu portfólio e disponibilizar novas oportunidades de investimento no mercado de ações, o Citi adquiriu a Intra S.A. Corretora de Câmbio e Valores, pioneira em home broker e uma das líderes em operações eletrônicas na Bovespa, com 30 anos de experiência no mercado de corretagem de varejo.

## Edificação
O Citi Center foi inaugurado na Avenida Paulista nº 1111, em 1986, com projeto do arquiteto Gian Carlo Gasperini. Tendo vinte andares e medindo 93 metros de altura. Sua fachada é em pedra granítica rosa e o vidro azul. Caracteriza o pós-modernismo dos anos 80.
A festa de inauguração foi na praça da Paz, no Parque do Ibirapuera, em São Paulo, com a apresentação da Orquestra Filarmônica de Boston, sob a regência do maestro hindu Zubin Mehta.